# Tisućita obljetnica Hrvatskoga Kraljevstva
Tisućita obljetnica Hrvatskoga Kraljevstva jubilej je iz 1925. godine kojim se obilježavalo tisuću godina od pretpostavljene krunidbe hrvatskoga kralja Tomislava (o. 910 – 928.). Slavila se diljem Kraljevine SHS, a za cilj je imala jačanje hrvatske nacionalne svijesti u novim društveno-političkim uvjetima nakon propasti Austro-Ugarske i stvaranja južnoslavenske države pod dominacijom srpske dinastije Karađorđevića.
Ideju o obilježavanju tisućite godišnjice Hrvatskoga Kraljevstva donijeli su još 1906. godine članovi Družbe »Braća Hrvatskoga Zmaja«, a kao godinu utemeljenja kraljevstva arbitrarno su uzeli 925. godinu kada je Tomislav u sklopu održavanja crkvenoga sabora u Splitu bio nazvan kraljem (dilecto filio Tamisclao, regi Crouatorum) u pismu pape Ivana X. (914. – 928.).
Tragovi i rezultati proslave i danas su vidljivi u mnogim gradovima bivše Kraljevine SHS.

## Problematika krunidbe kralja Tomislava
Točna godina i mjesto krunidbe kralja Tomislava nisu poznati, budući da su povijesni izvori o kralju Tomislavu i njegovu dobu prilično malobrojni. Splitski srednjovjekovni kroničar Toma Arhiđakon (o. 1200. – 1268.) piše u svojoj kronici Historia Salonitana da je Tomislav 914. godine zabilježen kao knez (dux), dok se u pismu pape Ivana X. Tomislav naziva kraljem (rex), a zahumski vladar Mihajlo se naziva knezom (dux). Iz toga je razloga svećenik i povjesničar Franjo Rački (1828. – 1894.) zaključio još 1871. godine da se vrijeme krunidbe kralja Tomislava treba tražiti između dvije spomenute godine, odnosno da je rečena 925. godina krajnja godina u kojoj je Tomislav mogao postati kraljem. Nešto kasnije drugi hrvatski povjesničar Ivan Kukuljević Sakcinski (1816. – 1889.) samoinicijativno je suzio šire vremensko razdoblje unutar kojega je Tomislav uzdignut iz statusa kneza u status kralja na 925. godinu u raspravi Tomislav, prvi hrvatski kralj (1879.), nakon čega su tu krajnju godinu počeli uzimati kao godinu njegove krunidbe.
Nada Klaić odbija mišljenje starije hrvatske historiografije o Tomislavovoj krunidbi te ističe da sama činjenica što mu papa Ivan X. u pismu daje naslov rex ne mora značiti da je hrvatski vladar bio i službeno okrunjen. Neven Budak slaže se s tim, smatrajući da je bila riječ o nastavku podizanja ugleda hrvatskih vladara koje je započelo davanjem naslova princeps Muncimiru. Rast Tomislavova ugleda bio je potaknut njegovim uspjesima u borbama protiv Bugara i Mađara. Premda, prema Budaku, nije bilo formalne krunidbe, on drži da se Hrvatsku otada može nazivati kraljevinom, jer su se i Tomislavovi nasljednici nazivali kraljevima, a i ustroj državnog uređenja odgovarao je ustroju kakav je bio uobičajen u kraljevinama. Ivo Goldstein također dokazuje da se u Tomislavovu slučaju ne može govoriti ni o kakvoj krunidbi te da je prvi ovjenčani hrvatski kralj Stjepan Držislav, a prvi formalno okrunjeni kralj tek Zvonimir.
Dok se godina krunidbe može tražiti u određenomu vremenskom rasponu zasnovanome na povijesnim izvorima, mjesto krunidbe posve je arbitrarno. Tomislavova krunidba na Duvanjskome polju utemeljena je na priči iz Ljetopis Popa Dukljanina o krunidbi Svetopeleka na tom polju, koji se u hrvatskoj redakciji naziva Budimir. Kukuljević je vjerovao da se u sačuvanoj priči o krunidbi Svetopeleka/Budimira na Duvanjskome polju krije sačuvana uspomena na krunidbu kralja Tomislava. Kukuljevićevu konstrukciju preuzeo je 1882. godine povjesničar Tadija Smičiklas (1843. – 1914.) u svojoj sintezi Poviest hrvatska nakon čega je Duvanjsko polje kao mjesto krunidbe kralja Tomislava ušlo u nacionalnu svijest.

## Motivacija
Rački je u vrijeme iznošenja svoje teorije 1871. godine smatrao da je važno pokazati da je Hrvatsko Kraljevstvo desetke godina starije od Ugarskoga, čime bi se argumentiralo povijesno pravo Hrvatske na autonomiju unutar zajedničkoga kraljevstva. Do njegove su teorije hrvatski povjesničari za prvoga hrvatskog kralja uzimali Stjepana I. Držislava, za kojeg je Toma Arhiđakon pisao da je dobio doznake kraljevske vlasti od Bizanta, negdje oko 971. godine. Rački 925. ne uzima za početak Hrvatskoga Kraljevstva, nego kao godinu preobrazbe države u višu kategoriju.
Zbog izvanjskih je razloga, također, u novim političkim okolnostima s početka 20. stoljeća bilo potrebno proslaviti tisućitu obljetnicu kraljevstva: Hrvati nisu bili zadovoljni položajem u novoj državi i htjeli su pokazati svoje težnje za autonomijom u zajednici koja bi okupljala sve Hrvate iz Kraljevine SHS. Cilj proslave bilo je jačanje nacionalne svijesti i izgradnja hrvatskoga nacionalnog identiteta. No proslavu su koristili i unitaristi, kojima je Tomislav poslužio kao simbol bratstva podanika kralja Aleksandra I. Karađorđevića.

## Obilježavanje
U kolovozu 1906. godine Emilij Laszowski Szeliga i Velimir Deželić stariji predložili su ostalim članovima Družbe »Braća Hrvatskoga Zmaja« da se na tisućitu godišnjicu Hrvatskoga Kraljevstva (925. – 1925.) priredi velika hrvatska povijesna izložba iz svih krajeva Hrvatske.
Godine 1917. zabilježen je prvi spomen o gradnji spomen-crkve u Tomislavgradu u Bosni i Hercegovini, uz istodobnu izgradnju Tomislavovog doma. Spomen-crkva sv. Nikole Tavelića građena je od 1924. do 1940.
Ferdo Šišić rukopis svojega kapitalnog djela Povijest Hrvata u doba narodnih vladara završio je do 1917., ali je ono zbog manjka sredstava objavljeno tek po naredbi ministra prosvjete Svetozara Pribićevića kao »jubilarni spomenik na godinu 1925.«
Dana 8. svibnja 1925. godine započele su crkvene proslave u svim hrvatskim krajevima povodom proslave Dana katoličke omladine u slavu tisućite godišnjice hrvatskoga kraljevstva. Dana 31. svibnja iste godine 400 hodočasnika otputovalo je u Rim na veliko hrvatsko hodočašće kako bi obilježili spomen na uzdizanje Tomislava na kraljevsku čast. Prilikom toga, hodočasnici su poklonili papi Piju XI. skupocjeni spomen-kalež.
Središnja crkvena proslava tisućite obljetnice u Hrvatskoj održana je 21. lipnja 1925. godine na blagdan Presvetoga Srca Isusova svečanom misom u zagrebačkoj katedrali koju je predvodio zagrebački nadbiskup Antun Bauer (1856. – 1937.).
Tijekom 1925. godine održan je niz kulturnih i umjetničkih manifestacija u brojnim hrvatskim gradovima i selima, ali i šire na teritoriju nekadašnje Kraljevine SHS. Tom su prigodom podignuta brojna spomen-obilježja u čast kralja Tomislava, a njegovo je ime dobio velik broj ulica i trgova, uključujuči i Trg kralja Tomislava u Zagrebu koji je to ime dobio 1927. godine.
U obilježavanje proslave uključili su se i hrvatski umjetnici izradom svojih prikaza prvoga hrvatskog kralja. Hrvatski medaljar Ivo Kerdić izradio je za potrebe proslave i obilježavanja trećega sokolskog sleta značku i jednostranu plaketu s likom kralja Tomislava. Na medalji je prikazan hrvatski vladar en face, kako sjedi na prijestolju, u desnoj ruci drži žezlo u obliku križa, a u lijevoj jabuku. S lijeve i desne strane vladara stoje godine 910. i 925., a uz rub protiče natpis »TOMISLAV KRALJ HRVATA«.
Prvoga hrvatskog kralja prikazao je na plaketi i umjetnik Frane Cota (1898. – 1951.) koji ga je prikazao u profilu kako sjedi na prijestolju sa žezlom u desnoj, a jabukom u lijevoj ruci te štitom sa šahiranim grbom pored sebe.
Monumentalnu konjaničku skulpturu s prikazom kralja Tomislava na konju izradio je hrvatski kipar Robert Frangeš Mihanović (1872. – 1940.). Tomislava je tako prikazao kako ponosno jaše na konju u lijevoj ruci držeći jabuku, znak kraljevske moći, a u desnoj ravno žezlo s križem na vrhu, simbol stabilnosti i upravljanja narodom. Mač mu je zasukan oko pojasa simbolizirajući pritom njegov miroljubiv karakter. Konjanik je postavljen na kameni postament te dominira vizurom istoimenoga trga u Zagrebu. Skulptura i postolje konačno su postavljeni zajedno tek 1947. godine.

## Proslave u Kraljevini SHS

### Bačka oblast

#### Subotica
Zbog političkih nesuglasica u Subotici su održane tri proslave: gradska proslava 8. rujna 1925., proslava Bunjevačko-šokačke stranke i Nevena 20. rujna 1925. te proslava Katoličke Crkve i Vojvođanske pučke stranke 4. listopada 1925. godine.
Rimokatolička Crkva odbila je naredbu subotičkoga gradonačelnika Albe Malagurskoga o prisustvu svih religijskih zajednica na proslavi 8. rujna. Proslava Rimokatoličke Crkve imala je veći odaziv od proslave 8. rujna. Na drugoj proslavi, 20. rujna, na glavnome kolodvoru su od 7 do 8 sati ujutro čekani gosti, među kojima je bilo 300 pripadnika Hrvatskoga sokola iz Dalja, Osijeka, Vinkovaca i Vukovara. Potom je kroz Suboticu prošla povorka koju je činilo više tisuća osoba. Kretala se Ulicom Paje Kujundžića (danas Ulica braće Radić), Wilsonovom ulicom (danas Ulica Maksima Gorkog), Aleksandrovom ulicom (danas Korzo), Jelačićevom ulicom (danas Ulica Matka Vukovića), Preradovićevom ulicom sve do Trga kralja Tomislava. Ondje je u 10 sati održana misa, nakon koje je postavljena spomen-ploča. Kasnije je tijekom dana održana svečanost u hotelu Zlatno jagnje te akademija u kazališnoj dvorani.

### Dubrovačka oblast

#### Babino Polje
U mljetskomu mjestu Babino Polje proslava je održana 13. prosinca 1925. godine. Svečanost je započela dan ranije. Tada je na Brijegu pored kapelice Blažene Gospe postavljen spomenik kralju Tomislavu u obliku zdenca sa spomen-pločom. Povorka je idućega jutra u 9 sati s Brijega krenula na misu u crkvi sv. Vlaha. Nakon mise podignut je slavoluk ispred spomenika kralju Tomislava.

#### Blato
U Blatu na Korčuli proslava je održana 31. prosinca 1925. U 10 sati održana je misa na staroslavenskom. Kasnije je povorka obišla Blato.
- Spomen-ploča u Blatu.

#### Brgat
Dana 5. siječnja 1926. godine Narodna svijest izvijestila je da je tih dana u Brgatu pokraj Dubrovnika postavljena spomen-ploča kralju Tomislavu.

#### Cavtat
U Cavtatu je 3. lipnja 1928. godine postavljena spomen-ploča kralju Tomislavu.

#### Čilipi
U Čilipima, mjestu pokraj Cavtata, proslava je održana 16. listopada 1927. godine. Uzvanici su nosili svečanu i narodnu nošnju, a kuće su bile okićene hrvatskim trobojnicama. Ispred mjesne crkve blagoslovljen je barjak Hrvatske konavoske omladine. Nakon mise postavljena je spomen-ploča posvećena kralju Tomislavu.

#### Dubrovnik

##### Proslava 1925.
Vlasti su u Dubrovniku 10. studenoga 1925. godine. odbile prijedlog postavljanja spomen-ploče kralja Tomislavu na dubrovačkoj Pijaci kralja Petra jer je bilo planirano da se ondje postavi spomen-ploča u čast posjeta kraljevskoga para Dubrovniku. Proslava je održana 12. i 13. prosinca 1925. godine.
Dubrovnik je 12. prosinca bio okićen zastavama, a isti je dan u školama bio praznik (12. prosinca 1925. bila je subota; učenici su tada pohađali nastavu i subotom). Svečanost je započela u 15 sati s 21 hicem s Minčete. Siromasima je podijeljen kruh (običaj vezan za festu svetoga Vlaha). Po Dubrovniku i Gružu podijeljeno je 750 komada kruha težine 1 kg s utisnutim slovom T u čast kralja Tomislava. Grad i Brsalje bili su svečano rasvijetljeni u 18 sati. Vojna glazba obišla je grad u 19 sati uz bakljadu. U Bondinu teatru održana je svečanost u 20 sati; započela je izvedbom trohimne koju je izvela Dubrovačka filharmonija. Održano je nekoliko predavanja nakon kojih je filharmonija izvela fantaziju iz opere »Nikola Šubić Zrinjski« Ivana pl. Zajca. Potom je izveden alegoričko-pjesnički prikaz »Duvanjsko polje« Zdenke Smrekar. Likovi se zovu Majka Hrvatska, Jadrankinja, Podravkinja, Posavkinja, Neretljanka, Vrbaskinja i Mirna istarska. Svečanost je završila potpurijem Slavenske pjesme.
Idući dan započet je hicima s Minčete u 6 ujutro. Vojna glazba ophodila je gradom u 7 sati, a u 8 sati održan je doček odbora sa sokolskom glazbom. U 9 sati dubrovački biskup Josip Marčelić održao je misu u katedrali. Nakon mise otkrivena je spomen-ploča kralju Tomislavu na zgradi općine. Spomen-ploča ukrašena je pleterom iz 10. stoljeća, a slova su stilizirana po uzoru na slova sa sarkofaga kraljice Jelene. Spomen-ploču izradio je Frano Kršinić. Poslijepodne su održane mnoge zabave, koncert sokolske glazbe. Navečer je grad bio rasvijetljen poput prethodnoga dana.
- Spomen-ploča u Dubrovniku.

##### Hrvatsko kulturno slavlje 1926.
Od 25. do 27. rujna 1926. u Dubrovniku je održano događanje zvano Hrvatsko kulturno slavlje povodom osnutka Hrvatske muzike, Hrvatskoga sokola i Hrvatske žene, posvećenja barjaka Hrvatske nacionalne omladine, 30. godišnjice Hrvatske radničke zadruge i postavljanju spomen-ploča Družbe »Braća Hrvatskoga Zmaja«. Protiv održanja proslave pobunili su se Dubrovačko radničko društvo, Jadranska straža, ORJUNA, Prosveta, Sokolsko društvo, SPD Sloga, SRD Bratimstvo, Sreski odbor dobrovoljaca, Srpska matica i Udruga ratnih invalida.
Prema programu za 25. rujan predviđeni su dočeci gostiju iz Bosne i Hercegovine, Dalmacije i Hrvatske, obilasci grada, bakljade i glazbeni nastupi. Za idući dan predviđeni su dočeci gostiju iz Boke kotorske, Konavala, obližnjih otoka, Primorja, Splita, Stona, Šibenika, Trebinja i Župe. Hrvatska glazba iz grada obilazila bi Dubrovnik. Također je predviđena povorka od Pilā do crkve sv. Vlaha, gdje će biti održana misa i blagoslov barjaka. Kasnije će se postaviti vijenac oko spomenika Ivana Gundulića. Klanjat će se nad njegovim grobom te će biti postavljen vijenac. Održat će se proslava 30. godišnjice Hrvatske radničke zadruge, nakon koje će se razgledavati gradske znamenitosti, muzeji i samostani. Prije odlaska dijela gostiju održat će se brojne manifestacije, poput zabave na Pilima, sokolske vježbe, pjevanja pjevačkih društava, muziciranja, vatrometa i dr. Za posljednji dan, 27. rujna, osim pratnji gostiju, predviđeni su posjeti Cavtatu, Lokrumu, Lopudu, Rijeci i Župi.
Na Hrvatskome kulturnom slavlju bilo je više od 10 000 ljudi. Dana 26. rujna 1926. godine postavljene su spomen-ploče Vladislavu Menčetiću i Nikoli Nalješkoviću pred 6000 građana. Stjepan Radić iskazao je negativno mišljenje o proslavi. Došlo je do izgreda te je oštećeno nekoliko trgovina, a nekoliko je osoba uhićeno.

##### Gruž
Proslava u dubrovačkome Gružu odvila se 3. svibnja 1928. godine. Tada je otkrivena spomen-ploča kralju Tomislavu.

#### Imotski
Proslava je u Imotskom održana 29. i 30. kolovoza 1925. Tijekom večeri prvog dana paljene su vatre po brdima, pucalo se iz mužara, bacao se vatromet te je ispred tvrđave svirala glazba. Idućeg jutra došli su seljaci. Okupilo se oko 4000 ljudi. Povorka je ophodila gradom. Održana je misa, a navečer na sajmištu koncert.

#### Janjina
U Janjini je proslava održana 5. srpnja 1925. godine. Janjina je ujedno i prvo mjesto na širemu dubrovačkom prostoru gdje je održana proslava. Međutim, to je bila prva vanjska proslava. Prva unutarnja proslava održana je u crkvi na blagdan Presvetoga Srca Isusova. Dana 4. srpnja, dan prije vanjske proslave, bačeni su vatrometi, čula su se zvona, pucnjevi iz maškuli i puški te je zapaljen »kralj« (»stog od nabrana zelena granja«). Narodna svijest izvijestila je 5. siječnja 1926. da je tih dana postavljena spomen-ploča kralju Tomislavu. U kolovozu 1926. godine postavljena je spomen-ploča na crkvi sv. Jurja iz 9. stoljeća.
- Jedna od spomen-ploča u Janjini.

#### Koločep
Narodna svijest izvijestila je 5. siječnja 1926. da je tih dana u Koločepu na istoimenomu elafitskom otoku postavljena spomen-ploča kralju Tomislavu.

#### Komin
U Kominu kraj Ploča proslava je održana 27. prosinca 1925. Na crkvi je postavljena spomen-ploča, a na obali podignut slavoluk, oboje posvećeni kralju Tomislavu.

#### Korčula
U Korčuli su 1925. godine održane dvije proslave. Prvu su organizirale Crkva i općina na dan sv. Ćirila i Metoda (5. srpnja), a drugu Radićeve pristaše na Stjepandan (26. prosinca). U sklopu potonje proslave postavljena je spomen-ploča koju je izradio Frano Kršinić iz Lumbarde. Postavljena je iznad gradskih vrata na istoku, s vanjske strane kule »Veliki Revelin«. Otkrivena je na Stjepandan te je održana proslava koja je započela u crkvi sv. Marka u 10 sati pjesmom »Tebe Boga hvalimo«. Pjesmu je izvelo pjevačko društvo »Sveta Cecilija«. Pretpostavlja se da je prisustvovalo preko 2500 ljudi. Sokolsko društvo »Korčula« odbilo je prisustvovati.
Spomen-ploču skinuli su talijanski okupatori 18. svibnja 1941. godine. Razbijena spomen-ploča skrivena je te je vraćena 1971. godine za vrijeme Hrvatskoga proljeća.
- Spomen-ploča u Korčuli.

#### Kuna Pelješka
U Kuni Pelješkoj pored Orebića, crkvena i pučka proslava odvile su se 22. studenoga 1925. godine. Povorka je nakon mise krenula prema Omladinskome klubu ispred kojega je podignut slavoluk. Navečer su u Omladinskome klubu izvedene pjesma »Tomislav« Vladimira Nazora, kao i predstave »Smrt Petra Svačića« i »Krunjenje Tomislava«.
- Spomen-ploča u Kuni Pelješkoj.

#### Lisac
U Liscu pokraj Stona proslava je održana 4. listopada 1925. godine.

#### Lopud
O proslavi na elafitskome otoku Lopudu izvijestila je Narodna svijest 5. siječnja 1926. godine. Na općinskoj zgradi postavljena je spomen-ploča kralju Tomislavu.

#### Majkovi
U Majkovima pokraj Slanoga proslava je održana 26. prosinca 1925. godine.

#### Mali Prolog
U Malome Prologu pored Pojezerja postavljena je spomen-ploča kralju Tomislavu 5. listopada 1930. pred otprilike 1500 ljudi.

#### Mandaljena
Proslava u Mandaljeni (jugoistočno od Dubrovnika) odvila se 6. srpnja 1925. godine, dan nakon proslave u Janjini koja je bila prva na širemu dubrovačkom prostoru. Narodna svijest izvijestila je 5. siječnja 1926. godine da je tih dana postavljena spomen-ploča kralju Tomislavu.

#### Mlini
Narodna svijest izvijestila je 5. siječnja 1926. da je tih dana u Mlinima pokraj Cavtata postavljena spomen-ploča kralju Tomislavu.

#### Orašac
Dana 27. prosinca 1925. godine u Orašcu pokraj Dubrovnika postavljena je spomen-ploča kralju Tomislavu.

#### Orebić
Narodna svijest izvijestila je 5. siječnja 1926. godine da je tih dana u Orebiću postavljena spomen-ploča kralju Tomislavu.
- Spomen-ploča u Orebiću.

#### Ošlje
Proslava u mjestu Ošlje pored Stona odvila se na blagdan Svih svetih, 1. studenoga 1925. godine.

#### Ponikve
U pelješačkomu mjestu Ponikve pokraj Stona proslava je održana na blagdan Svih svetih, 1. studenoga 1925. godine.
- Spomen-ploča u Ponikvama.

#### Postranje
Narodna svijest izvijestila je 5. siječnja 1926. godine da je tih dana u Postranju pokraj Cavtata postavljena spomen-ploča kralju Tomislavu.

#### Potomje
Proslava u Potomju pokraj Orebića održana je 27. rujna 1925. godine.
- Spomen-ploča u Potomju.

#### Putniković
U mjestu Putniković blizu Stona proslava se odvila 6. prosinca 1925. godine.
- Spomen-ploča u Putnikoviću.

#### Slano
Dana 27. prosinca 1925. godine u Slanomu je postavljena spomen-ploča kralju Tomislavu.

#### Smokovljani
U Smokovljanima pokraj Stona proslava je održana 2. svibnja 1926. godine.

#### Ston
Stonska općina bojkotirala je proslavu.
- Spomen-ploča u Stonu.

#### Šipanska Luka
U mjestu Šipanska Luka na otoku Šipan na sv. Nikolu (6. prosinca 1925.) postavljena je spomen-ploča kralju Tomislavu. Sutradan je održana proslava. Misa je održana u crkvi sv. Stjepana, crkvi iz doba narodnih vladara.

#### Tomislavovac
Tomislavovac na Pelješcu se u prošlosti zvao Kozo. Prilikom obilježavanja Tisućite obljetnice Hrvatskoga Kraljevstva stanovnici su uputili molbu „Ministru Unutrašnjih Djela“ da se njihovo selo prozove Tomislavovac u čast kralja Tomislava. Odluka je odobrena 1927. godine.

#### Trpanj
Proslava u Trpnju na Pelješcu održana je 27. prosinca 1925. Proslava je započela u 6 ujutro pucnjevima iz mužara s Glavica i zvonjenjem novih zvona koja su postavljena 13. prosinca. U 10 sati održana je misa, a u 11 sati je postavljena spomen-ploča. Navečer je održana zabava u općinskoj dvorani.
- Spomen-ploča u Trpnju.

#### Trstenik
Narodna svijest izvijestila je 5. siječnja 1926. godine da je tih dana u Trsteniku na Pelješcu postavljena spomen-ploča kralju Tomislavu.
- Spomen-ploča u Trsteniku.

#### Trsteno
Tijekom prosinca 1925. godine, u Trstenu pokraj Dubrovnika pokušano je sprječavanje postavljanja spomen-ploče. Opozicija je tražila postavljanje triju spomen-ploča: srpskome caru Dušanu, ujedinjenju i agrarnoj reformi. Te spomen-ploče trebale su biti postavljene na istomu mjestu gdje je postavljena spomen-ploča kralju Tomislavu. Bilo je najavljeno da će se potonja mramorna spomen-ploča postaviti 7. veljače 1926. godine ispod trstenske platane, a iznad nje mramorni hrvatski grb.

#### Vela Luka
U Veloj Luci na Korčuli postavljena je spomen-ploča.
- Spomen-ploča u Veloj Luci.

#### Viganj
Narodna svijest izvijestila je 5. siječnja 1926. godine da je tih dana u Vignju pokraj Orebića postavljena spomen-ploča kralju Tomislavu.

#### Donji Vinjani
Na području Donjih Vinjana 1930. godine sagrađena je spomen-kapela. Lokalitet je nakon toga dobio naziv Tomislavljevo. Spomenik je građen od domaćeg klesanog kamena te je visok 8,15 metara. U sredini spomenika se nalazi niša u kojoj se nalazee kipovi Blažene Djevice Marije, svetoga Roka i svetoga Ante.

#### Vitaljina
U Vitaljini, na krajnjemu jugu današnje Republike Hrvatske, crkvena proslava održana je krajem lipnja 1925., a pučka 22. studenoga 1925. godine. Iste je godine podignuta spomen-ploča u čast kralja Tomislava. Ista je oštećena tijekom Domovinskoga rata.

#### Župa dubrovačka
U Župi dubrovačkoj proslava je održana 5. srpnja 1925. godine.

### Mariborska oblast

#### Čakovec
U Čakovcu je proslava održana 4. srpnja 1925. Tada je povorka obišla okićeni grad. Dva dana kasnije, 6. srpnja, održana je misa zahvalnica. 
Detaljnije o tome napisano je u aktualnom izdanju godišnjaka „Hrvatski kajkavski kolendar“ za 2025. godinu, kojeg redovno objavljuje Ogranak Matice hrvatske u Čakovcu. U tekstu posvećenom proslavi tisućite obljetnice Hrvatskog Kraljevstva u Čakovcu citiran je, među ostalim, članak iz novina „Narodno jedinstvo“, koje su u razdoblju od 1925. do zabrane izlaženja 1929. godine tiskane u Varaždinu i u kojemu je 9. srpnja 1925. pisalo:
Na poziv „Braće Hrvatskog Zmaja“ priredio je „Hrvatski Sokol“ u Čakovcu proslavu hiljadugodišnjice Hrvatskog Kraljevstva. U subotu navečer dne 4. o. mj. krenula je povorka Hrvatskih sokola, sa pratnjom glazbe, uz gruvanje mužara iz slavnog Zrinjskog grada u samo mjesto. U povorci je sudjelovalo brojno gradjanstvo te jedna četa domaće posade 8. konjičkog puka. Grad je bio okićen narodnim i državnim barjacima, a mnoge kuće su bile ukusno iskićene i rasvijetljene, što dokazuje razumijevanje gradjanstva za ovaj rijetki, ali slavni doživljaj naroda hrvatskoga. Povorka je prošla kroz sve glavnije ulice Čakovca, te je svagdje srdačno dočekana. Hrvatski sokol je o ovoj proslavi obavijestio i pozvao sve državne urede, vojsku i društva, koja su se odazvala pozivu priredjivača. U nedjelju dne 6. o. mjes. služili su č. o. franjevci svečanu misu zahvalnicu. Za vrijeme mise održao je č. o. Felix Gretschl prigodnu propovijed, te je govorom punim zanosa i domoljublja rastumačio prisutnima značenje proslave. Pozvao je prisutne da se oni sami, a i svi njihovi s kojima u dodir dodju, spomenu naših slavnih djedova, koji su hrvatsku državu osnovali i uzdržali kroz više od 1000 godina. Pozvao ih, da i oni kao potomci tih slavnih predja svojim radom, životom, bogobojaznošću i ljubavlju spram domovini i bližnjega porade za ljepšu i bolju budućnost svoga naroda, da tako prenesemo slavnu uspomenu naših predja na naše potomstvo, kojima neka Bog udijeli da proslave još slavnije 2000-godišnjicu Hrvatskog državnog života! Misi zahvalnici su prisustvovali, uz priredjivače, izaslanici civilne i vojne vlasti, domaća društva, te mnogobrojno gradjanstvo i seljačtvo. Tako je Čakovec, na čelu sa svojim Hrvatskim Sokolom kao priredjivačem, dolično proslavio 1000-godišnjicu uz prisustvovanje vojnih i gradjanskih lica te seljačtva.
Osim u Čakovcu, tisućgodišnjica Hrvatskog Kraljevstva je obilježena i u drugim međimurskim mjestima. Tako su u čast velikog događaja u Međimurju postavljena dva spomenika: jedan u obliku raspela uz cestu Gornji Hrašćan - Macinec, a drugi u Raskrižju. Raskrižje je od pamtivijeka, pa i u to doba, bilo dio Međimurja, ali je nakon Drugog svjetskog rata kontroverznom političkom odlukom tadašnje komunističke vlasti prebačeno u Sloveniju, gdje je i danas. Zaključno, proslava tisućite obljetnice Hrvatskog Kraljevstva bila je tih dana ne samo u Čakovcu, nego i u cijelom Međimurju dostojno obilježena i proslavljena.

### Mostarska oblast
U Hercegovini je proslava održana 5. srpnja 1925., na dan sv. Ćirila i Metoda. U svim selima paljeni su krijesovi.

#### Čapljina
U Čapljini je postavljena spomen-ploča.

#### Drinovci
Mladu misu na dan proslave u Drinovcima pokraj Gruda služio je don Ilija Tomas. »Cijela Bekija« bila je na proslavi.

#### Humac
Na Humcu pokraj Ljubuškoga proslava je održana 4. i 5. srpnja 1925. godine. Započela je pucnjevima mačkulā, zvonjavom zvona i paljenjem krijesova. Osvijetljen je pravac od 5 kilometara po obližnjim brdima Butorovica i Jurjevica, gdje se nalazi Stari grad Ljubuški. Veliki broj stanovnika Ljubuškoga bojkotirao je proslavu, za razliku od stanovništva Radišića. Sutradan (5. srpnja) održana je misa na Humcu.

#### Mostar
U Mostaru su održane dvije proslave: 4 i 5. srpnja te 3. i 4. listopada 1925. godine.

##### Prva proslava
Prva proslava organizirana je 4 i 5. srpnja 1925. godine. Odaziv na tu proslavu nije bio velik. Glavnu riječ oko organizacije imala je Crkva koja je kritizirala vladavinu HSS-a. Velik broj hercegovačkih svećenika podupirao je Hrvatsku pučku stranku. Zbog kritika Crkve, HSS je bojkotirao proslavu. Bojkotu su se pridružili pristaše HSS-a (HSS je bio vodeća stranka u Hercegovini) i Hrvatsko pjevačko društvo »Hrvoje«. Niti jedan stanovnik pojedinih sela nije došao na proslavu, među kojima je i Jasenica. Na proslavu su se odazvali predstavnici vojske, civilne vlasti, srpskih društava Gusle i Pobratim te muslimanskoga društva Ittihad. Za razliku od brojnih drugih mjesta, Mostar nije bio okićen hrvatskim zastavama niti rasvijetljen; jedino je Hrvatska glazba prošla gradom tijekom večeri 4. srpnja i to bez ikakve pratnje, uključujući pučanstvo. Orlovska sekcija Katarina Zrinski organizirala je zabavu 4. srpnja, a mostarski ogranak Napretka idući dan koncert u hotelu Neretva. Taj dan, 5. srpnja, održana je misa u 10 sati; vodio ju je Lujo Bubalo, hercegovački provincijal, a propovijed je držao biskup Alojzije Mišić.

##### Druga proslava
Drugu proslavu organizirali su HSS i mostarski ogranak Napretka 3. i 4. listopada 1925. godine. Tijekom večeri 3. listopada, Mostar je, za razliku od prve proslave, bio rasvijetljen i okićen hrvatskim zastavama. Na Podveleži su osvijetljena slova A i T koja predstavljaju imena Aleksandar i Tomislav. Time je HSS, koji je bio na vlasti s Narodnom radikalnom strankom, htio pokazati da priznaje kralja Aleksandra i Vidovdanski ustav. Kulturna društva organizirala su bakljadu navečer 3. listopada uz pratnju Hrvatske i Vojne glazbe. Kolona je krenula s Guvna te je na putu do hotela Neretve prošla Šetalištem vojvode Mišića, Balinovcem, Zahum ulicom, pokraj Hrvatskoga pjevačkog društva »Hrvoje«, Podhum ulicom, Lučkim mostom, Lučkom ulicom, Glavnom ulicom i Novom ulicom. Kod hotela je otvorena svečanost, nakon čega je svirala Hrvatska glazba. Sutradan, 4. listopada, u 9 sati je na Guvnu i Šetalištu vojvode Mišića održana misa koju je vodio biskup Alojzije Mišić. Tijekom mise su iznad Mostara letjeli vojni zrakoplovi. U 10 sati nastala je povorka koju su predvodila dva seljaka konjanika sa zastavama. Iza njih bile su sokolska konjica, seljačka konjica, Vojna glazba i vojska, a nakon njih izviđači pa predstavnici Prve djevojačke narodne osnovne škole, Druge djevojačke narodne osnovne škole, Prve dječačke osnovne škole i Druge dječačke narodne osnovne škole. Zatim su uslijedili Vježbaonica, viši razredi Škole sestara Milosrdnica, Viša djevojačka škola, Ženska stručna škola, Velika gimnazija (muška), Trgovačka škola, Učiteljska škola, Sokolska župa Alekse Šantića, Jugoslavensko sokolsko društvo. Nakon njih slijedili su predstavnici mostarskih sportskih društava: Zrinjskoga, Vardara, JŠK-a i Veleža. Potom su uslijedili članovi raznih mostarskih društava. Na kraju povorke bilo je građanstvo. Prema pisanju Narodne slobode, povorku je činilo 3500 ljudi. Sveukupno je bilo 500 – 600 seljaka. Prisustvovale su veće skupine seljaka Bijeloga Polja i Blagaja. Iz Brotnja, Ljubuškoga i Širokoga Brijega došli su jedino članovi odbora HSS-a. Povorka se kretala od Šetališta vojvode Mišića do Srednje ulice preko Ulice kralja Petra. Srednja ulica preimenovana je u Ulicu kralja Tomislava te je otkrivena spomen-ploča; danas se ta ulica zove Ulica braće Fejića. Povorka je nastavila Lukom ulicom, Podhumom do zgrade »Hrvoja« gdje je otkrivena još jedna spomen-ploča. Tijekom poslijepodneva održana je zabava na igralištu Zrinjskoga kod Zapadnoga logora. Nastupili su tamburaški zborovi iz Bijeloga Polja, Čitluka i Trebižata. Oko 15 sati održano je nogometno natjecanje u formatu kupa. Mostarski klubovi natjecali su se za milenijski srebreni vrč. U finalu su Zrinjski i JŠK igrali neriješenim rezultatom, no Zrinjski je proglašen osvajačem natjecanja nakon izvlačenja. Jugoslavensko sokolsko društvo održalo je sokolske vježbe na spravama, štafetno trčanje, trčanje u vrećama i penjanje na stup. U »Hrvoju« je navečer održana zabava.

#### Posušje
U Posušju je proslava održana 5. srpnja 1925. godine. Povorka s hrvatskim zastavama ophodila je Posušje počevši od mjesne crkve sve do pučke škole. Održana je misa na Martića Križu. Prisustvovalo je 5 do 6 tisuća ljudi, uključujući i imotsku orlovsku glazbu.

#### Solakova Kula
U Solakovoj Kuli pokraj Konjica podignut je zvonik pored crkve sv. Ilije proroka.

#### Široki Brijeg
Proslava je u Širokomu Brijegu održana 4. i 5. srpnja 1925. godine. Započela je pucnjevima mačkula. Prvoga su dana tijekom večeri po obližnjim brdima zapaljeni krijesovi. Na nedjeljnu proslavu došli su župljani obližnjih župa.

#### Trebinje
U Trebinju je na Malu Gospu, 8. rujna, 1933. godine Hrvatsko pjevačko društvo »Slavuj« postavilo spomen-ploču kralju Tomislavu na mjesnoj župnoj crkvi te organiziralo zabavu.

### Osječka oblast

#### Bebrina
U Bebrini se nalazi spomenik proslavi iz 1925.

#### Bjelovar
Prilikom obilježavanja obljetnice, u Bjelovaru je 12. listopada 1924. godine održana svečanost postavljanja spomen-ploča dvojici istaknutih hrvatskih preporoditelja: Matiji Smodeku i Ferdi Rusanu. Među istaknutim sudionicima bio je Emilije pl. Laszowski, veliki meštar Družbe »Braća Hrvatskoga Zmaja«, a prisutni su bili i članovi Družbe iz Zagreba i Bjelovara. Manifestacija je bila prožeta snažnim nacionalnim osjećajima, što se očitovalo kroz izvođenje hrvatskih budnica i hrvatske himne u svečano ukrašenome gradu. Gradski muzej Bjelovar čuva plakat s proslave tisućgodišnjice Hrvatskoga Kraljevstva koji prikazuje istaknute velikane iz hrvatske prošlosti (od hrvatskih kneževa i kraljeva do političkih prvaka 19. stoljeća).
U planu je obnavljanje spomen-ploča u sklopu 1100. obljetnice Hrvatskoga Kraljevstva.
- Spomen-ploča Ferdi Rusanu u Bjelovaru.

#### Brod na Savi
U Brodu na Savi (današnjemu Slavonskom Brodu) sagrađen je Hrvatski dom. Građen je od 9. rujna 1924. do 14. ožujka 1925., a posvećen  7. i  8. rujna 1925. godine kada je i svečano otvoren. Postavljena je i spomen-ploča, ali je kasnije uklonjena.
- Hrvatski dom u Slavonskome Brodu.

#### Budančevica
U Budančevici kraj Kloštra Podravskog sagrađena je kapela BDM Lurdske.

#### Đurđevac
Godine 1925. izgrađena je kapela svete Rozalije ispred koje su, na Staru godinu, posađene lipe u spomen na proslavu tisućite godišnjice hrvatskog kraljevstva.

#### Koprivnica
U Koprivnici je 12. lipnja 1927. godine postavljena spomen-ploča Josipu Kozarcu.

#### Kutjevo
Predvečer 4. srpnja 1925. u Kutjevu se održala proslava s bakljadom i domoljubnim govorom ljekarnika Nikole Badovinca. Nakon toga su sagradili kapelicu Pohođenja u spomen tisućugodišnjice hrvatskoga kraljevstva koja je blagoslovljena 18. listopada 1925. godine.

#### Novska
U Novskoj je 13. rujna 1925. godine postavljena spomen-ploča Luki Iliću Oriovčaninu.

#### Orahovica
U Orahovici je proslava održana 22. i 23. kolovoza 1925. godine.

#### Osijek
U Osijeku je proslava održana 5. i 6. rujna 1925. godine. Prvoga je dana za vrijeme sumraka povorka obišla grad s bakljama, krećući se od Donjega grada preko Tvrđe do Gornjega grada. U osječkomu Narodnom kazalištu prikazana je predstava »Kralj Tomislav« Stjepana Miletića. Idući dan započeo je budnicom u Donjemu i Gornjemu gradu. Potom je u Pukovnijskome vrtu održana misa, nakon koje je posađena lipa. Nakon sadnje lipe uslijedila je izvedba opere »Nikola Šubić Zrinski« Ivana pl. Zajca. Proslava je okončana vatrometom na dravskoj obali.
- Spomen-ploča lipe iz 1925. godine. Izvorna ploča oštećena je za vrijeme Domovinskoga rata.[71]
- Lipa zasađena 1925. u spomen na obljetnicu.

#### Podvinje
Godine 1925. u Podvinju pokraj Slavonskoga Broda podignut je spomenik u parku pored crkve sv. Antuna Padovanskoga. Proslava je održana 14. veljače 1926. godine.
- Spomenik u Podvinju.

#### Slavonska Požega
Dana 26. rujna 1926. godine u Slavonskoj Požegi (današnjoj Požegi) postavljene su spomen-ploče Franji pl. Cirakiju i Miroslavu pl. Kraljeviću te spomenik posvećen kralju Tomislavu na čijemu se vrhu nalazila skulptura sokola. skulptura je uništena nakon Drugoga svjetskog rata, dok je spomenik uklonjen. Na njegovu mjestu zakopani su ostatci partizana, poglavito makedonskih. Pokraj grobnice postavljen je brončani spomenik u prirodnoj veličini koji prikazuje strojničara. Park u kojemu su se nalazili spomenik i grobnica se za vrijeme Jugoslavije zvao Park Narodnooslobodilačke borbe. Replika spomenika kralja Tomislava sa sokolom planira se postaviti u sklopu 1100. obljetnice Hrvatskoga Kraljevstva.

#### Stupnički Kuti
U naselju Stupnički Kuti kraj Bebrine nalazi se spomen-ploča na ulazu mjesne crkve.

#### Valpovo
Proslavu u Valpovu organizirali su Dobrovoljno vatrogasno društvo Valpovo, Hrvatska čitaonica, Obrtnički sbor i Savez hrvatskih obrtnika 15. kolovoza 1925. na vlastelinskoj ciglani. Godine 1925. postavljena je mramorna spomen-ploča na zgradi pivovare koja je kasnije postala zgrada kina. Poslije Drugog svjetskog rata spomen-ploča je prvotno bila prekrivena žbukom te je kasnije trebala biti uništena, no prije uništenja je skrivena. Prenesena je u Muzej Valpovštine nakon njegovog osnutka. Na Dan grada 1998. spomen-ploča je uklonjena iz Muzeja Valpovštine te je vraćena na izvornu lokaciju. Kasnije je zgrada kina srušena te je spomen-ploča premještena 2005. na Trg kralja Tomislava.

### Primorsko-krajiška oblast

#### Delnice
Dana 28. kolovoza 1925. otkrivena je ploča u povodu tisućite obljetnice krunidbe kralja Tomislava. Spomen ploča otkrivena je uz sviranje delničke puhačke glazbe, postroja športaša i članova kulturno-umjetničkih društava. U programu svečanosti sudjelovala su i delnička društva „Hrvatsko srce“ i „Hrvatska žena“. Na istoj je svečanosti obnovljen rad delničkih sokolaša.

#### Dvor na Uni
U Dvoru na Uni (današnjem Dvoru) održana je akademija u u sokolskoj dvorani.

#### Senj
U Senju su 6. rujna 1925. godine postavljene spomen-ploče Silviju Strahimiru Kranjčeviću, Milanu Ogrizoviću, Vjenceslavu Novaku i Pavlu Ritteru Vitezoviću.

### Sarajevska oblast

#### Kakanj
U zapisniku 22. skupštine Napretka navodi se da je i u Kaknju održana proslava.

#### Kraljeva Sutjeska
U Kraljevoj Sutjesci pokraj Kaknja postavljena je spomen-ploča.

#### Sarajevo
U Sarajevu je proslava održana od 5. do 7. rujna 1925. Uz tisućitu obljetnicu Hrvatskog Kraljevstva proslavljen je i drugi rođendan prijestolonasljednika Petra (budućega kralja Petra II. Karađorđevića) koji je rođen 6. rujna 1923. godine. Na proslavi je bio i ministar Pavle Radić. Sve vožnje vlakom do Sarajeva diljem Kraljevine SHS bile su snižene za 50 %.
Sarajevo je 5. rujna bilo osvijetljeno te ukrašeno zastavama Kraljevine SHS, Hrvatske i Srbije. Zgrada Napretka osvijetljena je crvenim, bijelim i plavim žaruljama koje su činile hrvatsku zastavu sa šahovnicom u središtu zastave. Na Šeher-Ćehajinoj ćupriji postavljen je natpis T 925 – A 1925 posvećen Tomislavu i tadašnjemu kralju Aleksandru, sačinjen od slova i brojki visine četiri metra. Povorka od otprilike 10 tisuća ljudi sastala se ispred zgrade gradskoga poglavarstva gdje su održani govori.
Vrhunac proslave bio je idućega dana, 6. rujna. Svečanu misu u sarajevskoj katedrali održao je Ivan Evanđelist Šarić, vrhbosanski nadbiskup. Nakon mise održana je povorka sarajevskih društava, seljaštva, vojske Kraljevine SHS i ruskih emigrantskih vojnika. Proslava je nastavljena ispred zgrade Napretka na čijemu je pročelju postavljena spomen-ploča kralju Tomislavu. Prisustvovalo je preko 25 000 ljudi. Tijekom poslijepodneva je na igralištu SAŠK-a u Kovačićima održana zabava. Zabava je započela nastupom orlova, orlica i sokola u otprilike 16 sati. Igralište je navečer bilo osvijetljeno te je dva sata bio vidljiv vatromet koji je nastao na obližnjemu brežuljku ispod višegradske pruge.
Posljednjega dana, 7. rujna, odvile su se sportske i kulturne manifestacije.

#### Vareš
U zapisniku 22. skupštine Napretka navodi se da je i u Varešu održana proslava.

#### Visoko
U zapisniku 22. skupštine Napretka navodi se da je i u Visokomu održana proslava.

#### Zgošća
U Zgošći pokraj Kaknja postavljena je spomen-ploča.

### Splitska oblast

#### Banjevci
U mjestu Banjevci blizu Stankovaca proslava se održala krajem 1925. godine. Prvo su navečer 30. prosinca zapaljene vatre oko povijesnoga naselja Kašić. Idućega je dana selo bilo okićeno, a na staroj crkvi sv. Ivana postavljene su hrvatske trobojnice. Nakon mise iz crkve je pokrenuta povorka s hrvatskim trobojnicama, koja je pjevala hrvatske domoljubne pjesme. Tijekom dana održan je ručak te su djevojke igrale kolo. Navečer se pucalo iz pištolja i kubura, a s obližnje povijesne utvrde »Budak« iz mužara. Nakon što su zvijezde osvanule, po banjevačkim brdima zapaljeni su svitnjaci čiji su plameni odsijevali do Vranskoga jezera.
Postavljen je veliki križ.

#### Benkovac
U Benkovcu je proslava održana 8. studenog 1925.

#### Biograd na Moru
U Biogradu na Moru proslava je održana 27. prosinca 1925. Misu je vodio šibenski biskup Jeronim Mileta. Poslije mise povorka se zaputila prema spomeniku kralju Tomislava koji je tada svečano otkriven. Navečer su održane predstava, deklamacija i ples, a grad je bio osvijetljen.
Izvorni spomenik su tijekom Drugog svjetskog rata uništili Talijani i partizani do te mjere da nije mogao biti obnovljen. Replika sačuvanog izvornog spomenika postavljena je 15. lipnja 1991. na istom mjestu. Tog dana održana je proslava. Misu je vodio zadarski nadbiskup-koadjutor Ivan Prenđa.
Crkva sv. Stošije dobila je 1925. tri zvona.
- Spomenik u Biogradu na Moru.

#### Božava
O proslavi u Božavi na Dugom otoku izvijestilo je Novo doba 5. siječnja 1926.

#### Brusje
Proslava u hvarskomu mjestu Brusje održana je triput: u petak 19. lipnja, sljedeće nedjelje i 20. rujna 1925. godine. Prve dvije bile su crkvenoga, a posljednja svjetovnoga karaktera.

#### Cerovac
Dana 4. listopada 1925. otvoren je objekt Gojtanovo Hrvatskog planinarskog društva koji se nalazio kraj Cerovca kraj Gračaca. Postavljena je i spomen-ploča. S vremenom je Gojtanovo propao, a spomen-ploča je nestala.

#### Donja Kaštela
U Donjoj Kašteli (danas Kaštela) proslava je održana 9. rujna 1925.

#### Drniš
Izvornu spomen-ploču na zgradu općine u Drnišu postavio je Hrvatski sokol. Ista je uništena 1991. godine, a na istomu je mjestu 2014. godine postavljena replika.

#### Galovac
U Galovcu je podignut novi zvonik uz župnu crkvu te su posvećena nova zvona.

#### Muć
U Muću, zapadno od Sinja, proslava je održana 27. prosinca 1925. Unatoč jakoj kiši, okupilo se oko 3000 osoba, uključujući pravoslavce. Poslije mise otkrivena je spomen-ploča na zadužbini hrvatskog kneza Branimira.

#### Murter
Proslavu na Murteru organiziralo je Hrvatsko katoličko orlovsku društvo 26. prosinca 1925., na Stjepandan. U sklopu proslave održane su predstave »Slava Hrvatskom Kraljevstvu«, »Otvorenović i Strašilović« i »Težak Marko«.

#### Nin
U Ninu je proslava održana 30. prosinca 1925.

#### Novigrad
U dalmatinskome su se Novigradu 1925. godine održale velika proslava i svečana akademija. Okupili su se mještani Novigrada i svih okolnih naselja. Ukrašenim su brodovima u Novigrad došli mještani Jasenica, Krušćice, Obrovca, Posedarja, Ražanca, Selinā, Starigrada, Tribnja, Vinjerca i dr., a mještani naseljā iz kopnenoga dijela spustili su se do Novigrada u svečanim kolonama. Povodom proslave Novigrad je ukrašen cvijećem i zastavama, a na zgradu općine postavljena je spomen-ploča kralju Tomislavu i Hrvatskome Kraljevstvu. Ploča je za vrijeme Drugoga svjetskog rata, tijekom kojega je Fašistička Italija okupirala Novigrad, skinuta sa zgrade i zakopana kako bi se očuvala. Vraćena je 1971. tijekom Hrvatskoga proljeća, no uništena je u Domovinskome ratu. Obnovljena je i vraćena na zgradu općine 2018. godine.

#### Omiš
U Omišu je proslava održana 8. rujna 1925. Organizirao ju je Hrvatski sokol.

#### Sinj
U Sinju je proslava održana 29. lipnja 1925. godine.

#### Šibenik
U Šibeniku je tisućita obljetnica Hrvatskoga Kraljevstva obilježena orlovskim sletom 7. i 8. kolovoza 1925. godina. Prvoga je dana u 5 ujutro održano prvenstvo u lakoj atletici koje je osvojio zagrebački Akademski orao. Tri sata kasnije u kazalištu je održana godišnja skupština Hrvatskoga orlovskog saveza. Navečer su održane kazališne predstave. Idućega je dana u 8 ujutro Šibenikom prošla povorka. U povorci je bilo dvije tisuće orlova i orlica, uključujući čehoslovačku reprezentaciju. Prisustvovali su i Slovenci. Potom je šibenski biskup Jeronim Mileta održao misu, nakon koje je uslijedila posveta barjaka šibenskih orlova. Poslijepodne je desetak tisuća ljudi prisustvovalo nastupu koje je izvelo 550 osoba.

#### Veli Rat
O proslavi u mjestu Veli Rat na Dugom otoku izvijestilo je Novo doba 28. siječnja 1926.

#### Vis
Splitske novine Novo doba izvijestile su 25. lipnja 1925. o proslavi na Visu. Prisustvovalo je oko 2000 osoba.

#### Vrbanj
U hvarskom mjestu Vrbanj proslava je održana 20. rujna 1925. Održana je misa na staroslavenskom, jeziku na kojem misa nije bila služena stoljećima u Hvarskoj biskupiji. Na Pjaci je postavljena spomen-ploča.

### Srijemska oblast

#### Babina Greda
Dana 3. srpnja 1925. godine u Babinoj Gredi podignut je kip kralju Tomislavu. Spomen-ploče kralju Tomislavu i Mijatu Stojanoviću otkrivene su 28. listopada 1928. godine.

#### Ilok
Na ulazu u stari dio grada Iloka obnovljena je kapelica sv. Ivana Nepomuka povodom 1300. godišnjice pokrštenja Hrvata i 1000. godišnjice hrvatskog kraljevstva.

#### Srijemska Mitrovica
U Srijemskoj Mitrovici proslava je održana 11. listopada 1925. godine.

#### Vukovar
Na uličnom pročelju Hrvatskog doma postavljena je 1925. spomen-ploča koju su kasnije uklonili komunisti.

### Travnička oblast

#### Livno
U Livnu je proslava održana 5. rujna 1926. godine. Stjepan Radić bio je pozvan, ali nije mogao doći; umjesto toga je posjetio Livno 1. studenoga. Gosti su došli 4. rujna. Svi su se okupili ispred Hrvatskoga glazbeno-pjevačkog društva »Dinara« odakle su se uz bakljadu uputili prema gradu i natrag. Nakon njihova povratka uslijedio je glazbeni program pjevačkih društava. Proslava je započela sutradan u otprilike 6 ujutro kada su glazbenici odsvirali budnicu u gradu. Ispred HGPD »Dinara« dočekani su seljaci i konjanici. Zatim je u crkvi goričkoga samostana održana misa koju je predvodio biskup Jozo Garić, a na kojoj su pjevali članovi »Dinare«. Nakon mise mnoštvo se zaputilo prema Zrinskome trgu. Ondje je u 12 sati nakon govora otkriven spomenik od bračkoga kamena u obliku obeliska; visok je 9,25 metara te prikazuje kralja Tomislava. Zrinski trg preimenovan je u Trg kralja Tomislava. U »Dinari« je održan banket, a u 15 sati održana je velika zabava.
- Svečanost otkrivenja spomenika hrvatskome kralju Tomislavu u Livnu, 5. rujna 1926.

#### Travnik i Vitez
Viteška Hrvatska čitaonica i podružnica Napretka planirala je s travničkim Hrvatskim sokolom organizirati proslavu na Malu Gospu, 8. rujna 1925. godine. Također je planirana sadnja dviju lipa ispred viteškoga Hrvatskog doma.

### Tuzlanska oblast

#### Bosanski Šamac
Dana 25. listopada 1925. godine u Bosanskome Šamcu posvećena je crkva s tornjem visokim 30 metara, koji je imao tri zvona.

#### Brčko
U zapisniku 22. skupštine Napretka navodi se da je i u Brčkomu održana proslava.

### Vrbaska oblast

#### Bosanska Gradiška
U Bosanskoj Gradišci je povodom tisućugodišnjice na Trgu kralja Tomislava (današnjem Trgu jevrejskih stradanja) 1926. podignut spomenik koji prikazuje Matiju Gubca, Petra Zrinskog, Josipa Jurja Strossmayera i kralja Tomislava. Autor spomenika je arhitekt Ivan Eckert, a reljefne likove je izradio Bruno Diamant. Tijekom rekonstrukcije trga 2024. spomenik je premješten i obnovljen.

#### Doboj
U zapisniku 22. skupštine Napretka navodi se da je i u Doboju održana proslava.

#### Teslić
U zapisniku 22. skupštine Napretka navodi se da je i u Tesliću održana proslava.

### Zagrebačka oblast

#### Bregana i Lug
U Bregani kraj Samobora proslava je održana 11. listopada 1925. Tada je postavljena spomen-ploča na kući Hrvatske seljačke zadruge u Lugu (danas Lug Samoborski).

#### Harmica
Dana 13. lipnja 1926. godine u Harmici pokraj Brdovca postavljena je spomen-ploča Ivanu Perkovcu.

#### Ivanec
U Ivancu je proslava održana 5. srpnja 1925. Oko Ivanca zapaljeni su krijesovi, a najveći je bio na vrhu Ivanščice. Održana je misa, javna vježba Hrvatskog sokola na kojoj je prisustvovalo na tisuće osoba, pučka zabava.

#### Ivanić-Grad
U Ivanić-Gradu je 1925. ispred crkve sv. Petra podignut spomenik tisućgodišnjici Hrvatskoga Kraljevstva. Na samom vrhu nalazi se lav koji predstavlja kralja Tomislava.
- Crkva sv. Petra u Ivanić-Gradu ispred koje se nalazi spomenik tisućgodišnjici Hrvatskoga Kraljevstva.

#### Knjeginec Gornji
U Knjegincu Gornjem (danas Gornji Kneginec) proslava je prvotno trebala biti održana 13. rujna 1925., no nije održana zbog želje mjesnog stanovništva da se najprije popravi kula u kojoj je tijekom 13. stoljeća bio zarobljen ugarsko-hrvatski kralj Andrija II., a tek onda održi proslava. Nakon što je kula popravljena, proslava je održana 20. rujna kada je također proslavljena i 720. godišnjica mjesta.

#### Ludbreg
U Ludbregu je proslava održana 25. i 26. srpnja 1925. Tijekom večeri prvog dana slavilo se uz bakljadu i glazbu unatoč kiši. Pripadnici Hrvatskog sokola iz Varaždina dočekani su sutradan uz pucnjeve mužara na ulazu Ludbrega kraj ceste Ludbreg – Varaždin. Povorka se zaputila do ludbreškog trga gdje je održana misa i posvećena spomen-lipa. Tijekom poslijepodneva održane su javna vježba i pučka zabava. Spomen-lipa na Trgu Svetog Trojstva je skoro uginulo prilikom jedne renovacije trga.

#### Samobor
Proslava u Samoboru održana je na dan svetog Ćirila i Metoda, 5. srpnja 1925. Kuće su bile okićene hrvatskim trobojnicama i osvijetljene. Prethodne večeri povorka je s fanfarom Hrvatskog sokola obišla Samobor u 9 sati. Fanfara je ponovljena sljedećeg jutra. U 10 sati ujutro održana je  svečana sjednica »trgovišnog zastupstva« na kojoj je Glavni trg preimenovan u Trg kralja Tomislava. Nakon preimenovanja samoborskog trga Hrvatsko pjevačko društvo Jeka izvelo je hrvatsku himnu. Potom je održana misa. U 16 sati održana je zabava u Anindolu.
Godine 1934. izrađen je spomen-kip Blažene Djevice Marije s natpisom »Spomen kip Majke Božje Blažene Djevice Marije podigli su župljani župe sv. Anastazije na spomen žrtvama 1. svjetskog rata i na spomen 1000 godina hrvatskog kraljevstva«. Kip se nalazi ispred crkve sv. Anastazije. Obnovljen je 2000., a restauriran 2015.

#### Sračinec
U Sračincu je sagrađena crkva sv. Mihaela. Nastala je po uzoru na crkvu sv. Nikole Tavelića u Duvnu.
- Crkva sv. Mihaela u Sračincu.

#### Stojdraga
U Stojdragi na Žumberku održana je proslava 27. rujna 1925. Podignuti su slavoluk i križ visine 8 metara.

#### Sveti Ivan Žabno
Godine 1925. u Svetome Ivanu Žabnu osnovan je pjevački zbor »Tomislav«, prethodnik današnjega Kulturno-umjetničkoga društva »Tomislav«.

#### Sveti Martin pod Okićem
U Svetom Martinu pod Okićem, mjestu koje se nalazi južno od Samobora, održana je proslava 11. listopada 1925. Održana je misa, posađene su spomen-lipe u Galgovu i Svetom Martinu pod Okićem, izvedeno je »Na Duvanjskom polju« Zdenke Smrekar te je održana zabava.

#### Varaždin
Prva varaždinska proslava organizirala je Crkva na Presveto Srce Isusovo, 19. lipnja 1925.
Druga proslava održana je 11. i 12. srpnja 1925. Dana 10. srpnja grad je ukrašen cvijećem, zastavama i zelenilom, uključujući zgradu pravoslavnog paroha Velimira Jankovića. Tijekom večeri 11. srpnja zaputila se povorka od varaždinskog vatrogasnog doma do kuće Matilde Kovačević, predsjednice Društva varaždinskih Hrvatica Tomislav, u Vrazovoj ulici. Povorka se nastavila kretati po gradu te je skoro pola sata čekala na željezničkom kolodvoru dolazak preostalih pripadnika Hrvatskog sokola čiji je vlak kasnio. Povorka je zatim oko 11 sati došla do vatrogasnog doma gdje se raspršila. Sutradan je nakon 8 sati kod vatrogasnog doma nastala nova povorka koja se zaputila prema gradskom središtu. Osim Varaždinaca i gostiju iz daljih hrvatskih krajeva, povorku je činilo otprilike 3000 ljudi iz općine Vidovec, 2500 iz općine Šemovec, 1600 iz općine Križovljan 
– Cestica, 1000 iz općine Vinica, 120 iz Kuršanca, 110 iz općine Nedelišće. Prisustvovali su članovi brojnih društava, uključujući pripadnike Hrvatskog sokola iz raznih dijelova Središnje Hrvatske te vatrogasna društva iz Biškupca, Ivanca, Nedelišća, Trnovca, Varaždina i Vidovca. Tada je otkrivena spomen-ploča Vladislavu Vežiću. Kasnije tijekom dana posvećena je zastava Hrvatskog
konjaničkoga sokola, održan je bife u vatrogasnom domu te je održana izvedba pjesničkog prikaza »Duvanjsko polje«.
Treću proslavu organizirali su 8. rujna 1925. pristaše državne politike. Njihova povorka sastojala se od svega 75 osoba.
U Biškupcu je 8. studenog otkriven spomenik posvećen kralju Tomislavu.
Četvrta proslava u Varaždinu organizirana je od 14. do 16. studenog 1925. Dana 14. studenog u kazalištu je održan koncert Pjevačkog društva Tomislav i predavanje Božidara Širole u sklopu »Večeri ilirskih skladatelja«. Sutradan je u pavlinskoj crkvi održana misa zadušnica za Vatroslava Jagića. Poslije mise posjećen je Jagićev grob. Tijekom dana postavljena je spomen-ploča na njegovoj rodnoj kući te su u čast Jagića u kazalištu održane svečana akademija, banket i ples. Dana 16. studenog otvoren je Gradski muzej Varaždin.
- Spomen-ploča Vladislavu Vežiću.
- Zgrada Gradskog muzeja Varaždin.

#### Vinica
U Vinici je proslava održana 13. rujna 1925. Podignut je slavoluk na križanju ceste Varaždin – Vratno – Vinica. Kasnije je u Vinici održana javna vježba Hrvatskog sokola.

#### Zagreb
U Zagrebu su 1925. godine održane četiri proslave.
Dana 22. studenoga postavljena je spomen-ploča Eugenu Kumičiću. Iste je godine u čast obljetnici započela proizvodnja piva »Tomislav« nazvanoga po istoimenomu kralju.
- Spomen-ploča Eugenu Kumičiću.

##### Prva proslava (21. lipnja)
Prvu proslavu organizirala je Crkva na dan Presvetoga Srca Isusova, 21. lipnja. Na proslavi je bilo 20 000 ljudi. Toga je dana održana misa u zagrebačkoj katedrali.

##### Druga proslava (4. –  6. srpnja)
Civilna proslava održana je od 4. do 6. srpnja. Tada Zagreb nije bio ukrašen zastavama. Na glavnome trgu bilo je oko 70 000 ljudi. Sutradan je održana misa u zagrebačkoj katedrali.

##### Treća proslava (15. i 16. kolovoza)
Treća proslava održana je 15. i 16. kolovoza uz državnu potporu. Bila je vezana za Treći hrvatski svesokolski slet koji je započeo 14. kolovoza. Nazočni su bili kralj Aleksandar, kraljica Marija i Stjepan Radić te ministri Ivan Krajač, Božidar Maksimović, Nikola Nikić, Momčilo Ninčić, Pavle Radić i Benjamin Šuperina. Podignuta je sokolska mogila. Crkva nije sudjelovala u organizaciji proslave niti su služene mise povodom proslave.

##### Četvrta proslava (7. i 8. rujna)
Četvrta (ujedno i posljednja) proslava organizirana je 7. i 8. rujna pod vodstvom Jugoslavenskoga sokolskog saveza. Održana je u zgradi Hrvatskoga sabora koji je tada bio zabranjen.

##### Proslava Saveza hrvatskih pjevačkih društava
Savez hrvatskih pjevačkih društava održao je proslavu 25. i 26. listopada 1925. prilikom 50. godišnjice svog postojanja i 1000. godišnjice Hrvatskog Kraljevstva. Na proslavi je sudjelovalo oko 2000 pjevača iz oko 50 pjevačkih društava diljem današnje Hrvatske, Bosne i Hercegovine i Vojvodine. Također su bili prisutni delegati iz Čehoslovačke, Poljske i Slovenije. Predstavnici pjevačkih i drugih hrvatskih društava okupili su se u 9 ujutro na Wilsonovom trgu (današnjem Trgu Republike Hrvatske) odakle su se zaputili prema katedrali gdje je održana misa. Poslije mise povorka se vratila na Wilsonov trg gdje je u Hrvatskom narodnom kazalištu održana pjevačka smotra 38 pjevačkih društava. Sutradan, 26. listopada, u 9 ujutro održana je skupština Saveza hrvatskih pjevačkih društava, a u 11 sati svečana sjednica u Hrvatskom saboru. Kasnije je postavljena spomen-ploča Ivanu pl. Zajcu u Visokoj ulici. U 14 sati održan je banket u hotelu Esplanade. Proslava je okončana u 17 sati kada su postavljeni vijenci na grobnici iliraca i Franje Kuhača.
- Spomen-ploča Ivanu pl. Zajcu u zagrebačkoj Visokoj ulici, 2025.

##### Sokolska mogila
Sokolska mogila u park-šumi Maksimir jest spomen-humak izgrađen 1925. povodom obilježavanja tisućgodišnjice Hrvatskoga Kraljevstva. Prema vrhu mogile vode uske stepenice. Na vrhu je kameni spomenik s kipom sokola raširenih krila. Oko humka je uska spiralna stazica koja vodi do vrha. Sokolska mogila podignuta je bez prisustva predstavnika vlasti u sklopu treće zagrebačke proslave održane u kolovozu 1925. godine.
- Sokolska mogila u Maksimiru.

### Zetska oblast

#### Bogdašići
Na crkvi svetog Petra u Bogdašićima kraj Tivta postavljena je spomen-ploča.
- Crkva svetog Petra u Bogdašićima.

#### Budva
Spomen-ploča kralju Tomislavu u Budvi otkrivena je 27. prosinca 1925. godine. Otkriću spomen-ploče prisustvovali su i Srbi.

#### Herceg Novi
Spomen-ploča u Herceg Novomu uništena je nedugo nakon što je postavljena.

#### Kotor
U Kotoru je nakon mnogo prigovora proslava održana 20. prosinca 1925. godine. Općina je tvrdila da nema novca za proslavu. Nije izdan proglas niti je stvoren odbor te je malotko znao za proslavu. Povorka je u 9:30 krenula od općinskoga doma do katedrale sv. Tripuna gdje je održana misa, nakon koje se povorka vratila do općinskoga doma. U 8 sati održan je koncert.
Općinska uprava u lipnju 1926. godine nije htjela postaviti spomen-ploču kralju Tomislavu, kao ni prethodna koju su većinski činili Hrvati kako se ne bi zamjerila Srbima.
Proslava je obilježena i 1928. uz blagoslov barjaka Hrvatskoga radničkog društva »Napredak« povodom 30. godišnjice postojanja društva. Proslava je započela 3. studenoga svečanim dolaskom Antice Jedlowski – žene Josipa Jedlowskoga, »kume barjaka« – parobrodom u Kotor. Tada su kuće bile okićene zelenilom i zastavama. Sutradan ujutro u Kotor je brodom došlo mnoštvo iz bokeljskih mjesta Dobrota, Herceg Novi, Lastva (danas Donja Lastva i Gornja Lastva), Lepetane, Muo, Perast, Prčanj, Stoliv (danas Donji Stoliv i Gornji Stoliv), Tivat, a kopnom iz mjesta Bogdašići, Kavač, Mrčevac i Škaljari. Povorka s građanskom glazbom iz Tivta i »kumom« na čelu krenula je na misu održanu u 10 sati u katedralu sv. Tripuna. Nakon mise barjak je blagoslovljen te je postavljena spomen-ploča kralju Tomislavu na predvorju katedrale. Povorka se zaputila do crkve sv. Marije Koleđate gdje je barjak stavljen u kovčeg. Josip Jedlowski započeo je govor koji se pretvorio u molitvu blaženoj Ozani Kotorskoj. Tijekom dana održana je gozba u Hrvatskoj radničkoj zadruzi, a navečer svečana akademija u dvorani kavane Dojmi. Iduće večeri, 5. studenoga, održana je zajednička večera na kojoj su bili nazočni svi članovi Hrvatske radničke zadruge.
- Spomen-ploča u Kotoru.

#### Lastva i Muo
Bokeljske općine Muo, Lastva i Hercegovski hrvatski dom organizirali su proslavu 6. rujna 1925. godine.

#### Škaljari
U Škaljarima pokraj Kotora proslava je održana 26. prosinca 1925. godine. U 9 ujutro održana je misa, nakon koje je otkrivena spomen-ploča na crkvi. Na otkriće spomen-ploča došla su sva hrvatska društva iz Boke kotorske te srpska iz Kotora. Povorka je održana oko sela.

## Proslave u inozemstvu

### Argentina

#### Buenos Aires
Proslava u Buenos Airesu održana je 15. studenoga 1925. godine. Na proslavi je navodno bilo 2500 ljudi. Misu je održao delegat Svete Stolice. Miho Mihanović osnovao je knjižnicu s 1800 knjiga pisanih na hrvatskome jeziku.

#### Ensenada
U Ensenadi je oko 300 ljudi sudjelovalo na proslavi koja je održana 12. studenog 1925.

#### Luján
Proslavu u marijanskome svetištu Luján organiziralo je Slavensko-katoličko društvo 22. studenoga 1925. godine. 800 Hrvata hodočastilo je u Luján te ostavilo veliku hrvatsku zastavu s dvojezičnim natpisom na hrvatskomu i španjolskomu jeziku.

#### Rosario
U Rosariju, tada drugomu najvećem gradu u Argentini, proslava je održana 22. studenoga 1925. godine. U crkvi sv. Franje održana je misa. Nakon banketa u hotelu Hotel Mayo osnovano je Jugoslavensko pripomoćno društvo »kralj Tomislav«.

### Austrija

#### Beč
U Beču, glavnome gradu Austrije, postavljena je spomen-ploča Jurju Marčeloviću i Pavlu Ritteru Vitezoviću u katedrali sv. Stjepana 27. lipnja 1926. godine. Odluku o podizanju spomen-ploče donio je Meštarski zbor Družbe »Braća Hrvatskoga Zmaja« 14. listopada 1917. godine u Zagrebu. Devet godina kasnije, 1926., Družba je zatražila od Ordinarijata Bečke nadbiskupije dozvole za podizanje spomen-ploča. Dozvola je odobrena 3. svibnja 1926. godine bez protivljenja. Preko tristo izletnika došlo je iz Hrvatske u Beč na svečanost postavljanja spomen-ploče. Svečanu misu u bečkoj katedrali vodio je biskup Dominik Premuš. Hrvatsku misu pjevao je mali zbor Družbe, a Đuro Prejac bio je zborovođa. Orgulje je svirao Nikola Cerjak. Nakon mise Milutin Mayer održao je predavanje o Marčeloviću i Ritteru Vitezoviću. Govor prilikom otkrivanja spomen-ploče održao je Emilij Laszowski. Sovjetskim je granatiranjem u Drugome svjetskom ratu 12. travnja 1945. godine uništen dio katedrale, uključujući izvornu spomen-ploču. Nova spomen-ploča posvećena jedino Ritteru Vitezoviću postavljena je 27. lipnja 2017. godine iznad postojeće spomen-ploče Jurju Križaniću na zgradi u kojoj se nalazio Hrvatski kolegij od 1624. do njegova ukinuća 1783. godine.
- Spomen-ploča Pavlu Ritteru Vitezoviću u Beču, postavljena 2017. iznad postojeće spomen-ploče Jurju Križaniću.

## Odjek u umjetnosti
Kralj Tomislav služio je kao središnji motiv na gotovo svim slikama i plakatima, s iznimkom slike III. hrvatski svesokolski slet Ljube Babića na kojoj je Tomislav bio sporedni motiv, premda se pojavljuje na prvomu reljefu. Sve slike i plakati spadaju u žanr historijskoga slikarstva.
Krunidba kralja Tomislava iz 1904./1905. slikara Otona Ivekovića jedina je slika koja je nastala mnogo prije obilježavanja obljetnice. Sva ostala djela na razglednicama nastala su 1925. ili neposredno prije obilježavanja obljetnice te su služila za promidžbu događaja organiziranih povodom.
Obljetnica je ujedno služila i u društveno-političke svrhe pa su djela tiskana na razglednicama služila »kao sredstvo nacionalne te političke agitacije«.
Pretpostavlja se da su razglednice korištene među svim društvenim slojevima. Tako je nepismeni sloj sve više dolazio u doticaj s masovnim sredstvima komunikacije iako je slanje razglednica poštom zahtijevalo pismenost.
Neke od slika hrvatskih slikara koje su tiskane na razglednicama jesu:
- Krunidba kralja Tomislava Ilije Ahmetova
- III. hrvatski svesokolski slet Ljube Babića
- Krunidba kralja Tomislava Otona Ivekovića
- 1000 godina Kraljevstva Hrvatskoga. 925.-1925. Spomen krunidbe prvog kralja Tomislava u Sarajevu Gabrijela Jurkića
- III. slet Hrvatskog sokolskog saveza u slavu 1000 god. Hrvatskog Kraljevstva Marka Rašice.

Neki slikari čije su slike tiskane na razglednicama ostali su neimenovani. Primjerice, razglednica Krunisanje prvog hrvatskog kralja Tomislava nastala je 1925. godine u izdanju nakladničke kuće »Jug. Nov. d. d.«, no nije poznato je li nastala samo za potrebe obljetnice ili je pak riječ o djelu autora Marijana Trepša, na kojega upućuju »način oblikovanja likova i kompozicijski detalji«.

## 1100. obljetnica
Dana 14. ožujka 2024. godine Hrvatski sabor jednoglasno je usvojio inicijativu Matice hrvatske i Družbe »Braća Hrvatskoga Zmaja« te donio Odluku o proglašenju 2025. godine »Godinom obilježavanja 1100. obljetnice Hrvatskoga Kraljevstva«. Podršku su dali i Ministarstvo znanosti i obrazovanja RH te Ministarstvo kulture i medija RH, kao i Vlada Republike Hrvatske.

## Galerija
- Banići
- Donja Vrućica
- Kraljevica
- Lumbarda
- Ogulin
- Oskorušno
- Petrovaradin
- Pijavičino
- Sinac
- Šestine
- Žuljana

## Napomene
1. 1 2  Proslava je produžena i na druge godine.

### Knjige
- Cik, Nikola; Jelušić, Božica. 2022. Zavičaj, mjesto gdje su korijeni: monografija Općine Kloštar Podravski (PDF). Općina Kloštar Podravski. ISBN 978-953-501-040-1
- Goldstein, Ivo. 1995. Hrvatski rani srednji vijek. Novi Liber – Zavod za hrvatsku povijest Filozofskog fakulteta Sveučilišta u Zagrebu. Zagreb. ISBN 953-6045-02-8.
- Jareb, Mario. 2017. Kralj Tomislav kroz tisuć godina: Kralj Tomislav između stvarnosti i mita te proslava tisućite obljetnice Hrvatskoga Kraljevstva 1925. godine i njezini odjeci do danas. Despot Infinitus. Zagreb. ISBN 978-953-7840-67-9. (NSK)
- Jembrih, Alojz. 2017. PAVAO RITTER VITEZOVIĆ (1652–1713). Družba »Braća Hrvatskoga Zmaja«. Zagreb. ISBN 978-953-6928-25-5. Pristupljeno 3. siječnja 2024. Prenosi Academia.edu. (NSK)
- Klaić, Nada. 1990. Povijest Hrvata u srednjem vijeku. Globus. Zagreb. ISBN 86-343-0472-8.
- Marunčić, Tonko. 2011. Proslava tisućgodišnjice Hrvatskog Kraljevstva (925. – 1925.) na dubrovačkom području (PDF). Dubrovački muzeji; Muzej suvremene povijesti Dubrovnik. Dubrovnik.
- Najman, Stjepan. 2007. Dobrovoljno vatrogasno društvo Valpovo od 19. do 21. stoljeća (PDF). Dobrovoljno vatrogasno društvo Valpovo. Valpovo.
- Novak, Franjo. 2007. Ulice Ludbrega. Pučko otvoreno učilište Dragutin Novak. Ludbreg.

### Spomenice
- Jušić, Slavko A. 1925. Spomenica o proslavi hiljadugodišnjice hrvatskog kraljevstva u Orahovici dne 22. i 23. kolovoza 1925.: 925-1925. Hrvatski štamparski savez. Osijek.  (NSK)

### Znanstveni radovi i časopisi
- Bjelovučić, Zvonimir. 1928. Ruševine crkvice sv. Jurja u Janjini iz IX. ili X. vijeka (PDF). Starohrvatska prosvjeta. 2 (1–2): 118–122. Pristupljeno 1. veljače 2025. Prenosi Hrčak – Portal znanstvenih časopisa Republike Hrvatske.
- Glibušić, Ivica. 2020. Proslave tisućgodišnjice Hrvatskoga Kraljevstva u Bosni i Hercegovini s posebnim osvrtom na Mostar (PDF). Hercegovina: Časopis za kulturno i povijesno nasljeđe (6): 295–322. doi:10.47960/2712-1844.2020.6.295. Pristupljeno 15. prosinca 2024. Prenosi Hrčak – Portal znanstvenih časopisa Republike Hrvatske.
- Gračanin, Hrvoje. 2014. Povijesni identiteti i politički realiteti: proslava tisućugodišnjice Hrvatskog Kraljevstva 1925. godine. Hrvati i manjine u Hrvatskoj: moderni identiteti. Četvrti hrvatski simpozij o nastavi povijesti. Agencija za odgoj i obrazovanje: 119–138. Pristupljeno 15. prosinca 2024. Prenosi Academia.edu.
- Huzjan, Vladimir. 2012. Uloga Krešimira Filića u proslavi tisuću godina postojanja Hrvatskog kraljevstva u Varaždinu 1925. godine (PDF). Radovi Zavoda za znanstveni rad Varaždin (23): 75–103. Pristupljeno 12. ožujka 2025. Prenosi Hrčak – Portal znanstvenih časopisa Republike Hrvatske.
- Jareb, Mario. 2024. Slavna proslava slavnoga kralja – tisuć’ godina Hrvatskoga Kraljevstva godine 1925. Hrvatska revija. Matica hrvatska. XXIV (4). ISSN 1330-2493. Inačica izvorne stranice arhivirana 11. travnja 2025. Pristupljeno 11. travnja 2025.
- Karač, Zlatko; Šimičić, Đuro. 2007. Hrvatski dom u Vukovaru arhitekta Aleksandra Freudenreicha. Prostor : znanstveni časopis za arhitekturu i urbanizam. 15 (2 (34)): 204–223. Pristupljeno 11. ožujka 2025. Prenosi Hrčak – Portal znanstvenih časopisa Republike Hrvatske.
- Kokeza, Ivan. 2021. O historijskom slikarstvu i liku kralja Tomislava tiskanom na razglednicama tijekom obilježavanja tisućite obljetnice Hrvatskoga Kraljevstva 1925. godine (PDF). Ars Adriatica (11): 351–364. doi:10.15291/aa.3565. Pristupljeno 15. prosinca 2024. Prenosi Hrčak – Portal znanstvenih časopisa Republike Hrvatske.
- Mačković, Stevan. 2011. Ulomci za povijest Subotice u 1925. godini (PDF). Godišnjak za znanstvena istraživanja. 3: 123–154. Pristupljeno 7. ožujka 2025.
- Marinović, Tea. 2020. Hrvatska seljačka stranka u Korčuli i postavljanje spomen obilježja kralju Tomislavu 1925. godine u Korčuli u čast hrvatskoga kraljevstva (PDF). Kanavelić: časopis za književnost, umjetnost i znanost. 6: 38–54. Pristupljeno 15. prosinca 2024. Prenosi Hrčak – Portal znanstvenih časopisa Republike Hrvatske.
- Maroja, Marijan. 2006. Pobuna pristaša HRSS-a Novigrada 1924. godine protiv velikosrpske politike (PDF). Radovi Zavoda za povijesne znanosti HAZU u Zadru (48): 631–644. Pristupljeno 3. siječnja 2025. Prenosi Hrčak – Portal znanstvenih časopisa Republike Hrvatske.
- Matijević, Zlatko. 2004. Ministar Pavle Radić na «Napretkovoj» proslavi tisućgodišnjice hrvatskog kraljevstva u Sarajevu 1925. godine (PDF). Časopis za suvremenu povijest. 36 (3): 1127–1149. Pristupljeno 15. prosinca 2024. Prenosi Hrčak – Portal znanstvenih časopisa Republike Hrvatske.
- Rukavina, Ante. 1981. Prilog povijesti velebitskih planinskih objekata (PDF). Senjski zbornik : prilozi za geografiju, etnologiju, gospodarstvo, povijest i kulturu. 8 (1): 403–419. Pristupljeno 21. travnja 2025. Prenosi Hrčak – Portal znanstvenih časopisa Republike Hrvatske.
- Vaupotić, Miroslav. 1975. Nepoznata bibiliografija Otokara Keršovanija (PDF). Časopis za suvremenu povijest. 7 (2): 225–241. Pristupljeno 11. ožujka 2025. Prenosi Hrčak – Portal znanstvenih časopisa Republike Hrvatske.
- Skupina autora. 2010. Park kralja Tomislava (PDF). Déjuonška beséjda. Grad Delnice. Delnice. 1 (2): 28–29

### Mrežne stranice
- Proslavljen blagdan sv. Ivana Kapistrana u Iloku. Vojni ordinarijat u Republici Hrvatskoj. Zagreb.
- Kapela Pohođenja B.D.M. Župa Kutjevo. Kutjevo.
- Sakralni inventar kapele sv. Rozalije u Đurđevcu dobio status kulturnog dobra. Informativna katolička agencija
- Božinović, Ivica. Feljton: Banjalučki trapisti (20). Katolička tiskovna agencija. Sarajevo.
- 95 godina kapele Tomislavljevo. www.imotska-krajina.hr